# 水原玲子
水原 玲子（みずはら れいこ、1911年3月10日 - 1935年10月12日）は、日本の女優である。本名、吉野 美智子（よしの みちこ）。

## 人物・来歴
1911年（明治44年）3月10日、広島県広島市下柳町（現在の同市中区銀山町）に生まれる。
旧制・広島県立広島第一高等女学校（現在の広島県立広島皆実高等学校）に進学するが、同校を中途退学して大阪に移り、道頓堀の「カフェー赤玉」の女給に入り、人気を得る。梅田新道の「パリジャン」に移籍するが、1930年（昭和5年）9月、帝国キネマ演芸が広津和郎の小説『女給』を映画化すべくヒロインを探していたところ、白羽の矢が当たり、同社太秦撮影所現代劇部に入社する。主役の『女給』と脇役の『春遠からず』（いずれも監督曾根純三）が同時進行で撮影され、前者が翌1931年（昭和6年）1月10日、後者が同年1月5日に公開されて前者が大ヒットとなり、満19歳のデビュー作にして「女給出身のスター」と話題になった。
同年8月28日、同社は新興キネマに改組され、水原は新興キネマに継続入社した。藤山一郎の『丘を越えて』を主題歌としたサイレント映画『姉』で主演し、同作は、同年12月24日に公開されている。1934年（昭和9年）、津村博との恋愛問題で退社を余儀なくされる。
退社後は映画界を離れ、劇団に入り地方巡業の果てに過労のため自宅に戻って療養していたが、1935年（昭和10年）10月12日、京都市右京区太秦桂ヶ原町の自宅で病気により死去した。満24歳没。

## フィルモグラフィ
クレジットはすべて「出演」である。公開日の右側には役名、および東京国立近代美術館フィルムセンター（NFC）、マツダ映画社所蔵等の上映用プリントの現存状況についても記す。同センター等に所蔵されていないものは、とくに1940年代以前の作品についてはほぼ現存しないフィルムである。資料によってタイトルの異なるものは併記した。

### 帝国キネマ演芸
すべて製作・配給は「帝国キネマ演芸」、すべてサイレント映画である。
- 『春遠からず』 : 監督曾根純三、1931年1月5日公開 - 藤原藤代
- 『女給』 : 監督曾根純三、1931年1月10日公開 - 小夜子[1]（主演）
- 『紅のばら』 : 監督曾根純三、1931年4月1日公開
- 『都会病患者』 : 監督木村荘十二、1931年6月3日公開 - 主演
- 『嘆きの都』 : 監督曾根純三、1931年6月10日公開
- 『心の暁』 : 監督印南弘、1931年8月15日公開

### 新興キネマ
特筆以外すべて製作・配給は「新興キネマ」、すべてサイレント映画である。
- 『噫呼中村大尉』 : 監督中島宝三、1931年10月4日公開 - 売春婦お政
- 『ガラマサどん』 : 監督木村恵吾、1931年11月5日公開 - その妻みつ子
- 『姉』 : 監督高見貞衛、1931年12月24日公開 - 小原道子（主演）
- 『丸の内五人女』 : 監督曾根純三、1931年12月31日公開 - 地下食堂のお芳
- 『鉄の花環 前篇 暴風を呼ぶもの』（『鉄の花環 前篇』[4]） : 監督曾根純三、1932年1月14日公開 - 江川澄子
- 『太平洋』 : 監督川浪良太・小笠原明峰、1932年1月22日公開 - カフェの女給るり子
- 『鉄の花環 後篇 相寄る魂』 : 監督曾根純三、1932年2月4日公開 - 江川澄子
- 『空閑少佐』 : 監督松石修、1932年3月10日公開 - その妻幹子
- 『悲しみの天使』 : 監督印南弘、1932年3月17日公開 - 松井三保子
- 『エンコの六』 : 監督曾根純三、1932年3月24日公開 - カフェーの女給お喜美
- 『月魄』 : 監督渡辺新太郎、1932年5月25日公開 - 喬の妹田鶴子
- 『満州娘』 : 監督渡辺新太郎、1932年6月10日公開 - 鉄山の娘白楊
- 『女給君代の巻』 : 監督曾根純三、1932年6月15日公開 - 女給小夜子
- 『大空に描く』 : 監督高見貞衛、1932年6月30日公開 - 原田菊子（主演）
- 『水上制覇のかげに』 : 監督松石修、1932年9月29日公開 - ダンサーあけみ
- 『渦巻』 : 監督印南弘、1932年11月10日公開 - 高昌の妻早苗子
- 『よみがえる暁』 : 監督渡辺新太郎、1932年12月1日公開 - 暁美の親友奈奈子
- 『新粧八人女』 : 監督高見貞衛、1932年12月31日公開 - タイピスト玲子
- 『須磨の仇浪』 : 監督阿部豊、製作入江プロダクション、1933年3月16日公開 - 綾子の幼馴染の菊子・後に芸妓お菊
- 『青島から来た女』 : 監督田中重雄、1933年4月27日公開 - 青島から来た女冬美（主演）
- 『モデルの女』 : 監督高見貞衛、1933年5月21日公開 - その妻英子
- 『花嫁選手』 : 監督川手二郎、1933年5月25日公開 - ダンサー マスエ
- 『新女性線』 : 監督田中重雄、1933年6月30日公開 - 八千代
- 『結婚快走記』 : 監督川手二郎、1933年8月10日公開 - 富豪の令嬢みどり
- 『昭和人生案内』 : 監督田中重雄、1933年11月23日公開 - 中江家の小間使い森清子
- 『春告鳥』 : 監督東坊城恭長、1933年12月31日公開 - 舞妓小鍛治
- 『日の丸の子』 : 監督寿々喜多呂九平、1934年2月22日公開 - 勝造の妻里子
- 『誕生日』 : 監督川手二郎、1934年3月29日公開 - その妻すえ子
- 『月よりの使者』 : 監督田坂具隆、1934年3月29日公開 - 山形弓子、147分尺で現存（NFC所蔵[5]）
- 『パパの青春』 : 監督上野信二郎、1934年4月20日公開 - 踊りの師匠満寿
- 『牧場の兄弟』 : 監督木村恵吾、1934年5月31日公開 - 源吉の妻おかね
- 『女心双情記』 : 監督松田定次、1934年6月28日公開 - その妻若葉
- 『東郷盃』 : 監督曾根千晴（曾根純三）、1934年8月11日公開 - その妻節子
- 『愛の天職』 : 監督上砂泰蔵、1934年10月4日公開 - 松野の妻淑子
- 『七宝の桂』 : 監督寿々喜多呂九平、1934年10月11日公開 - 芸者お梅
- 『虎公』 : 監督寿々喜多呂九平、製作新興キネマ京都撮影所、1935年3月21日公開 - お八重